# Härkäsaari (ö i Södra Karelen, Villmanstrand, lat 61,03, long 27,93)
Härkäsaari är en ö i Finland.   Den ligger i kommunen Klemis i den ekonomiska regionen  Villmanstrands ekonomiska region  och landskapet Södra Karelen, i den södra delen av landet, 190 km nordost om huvudstaden Helsingfors.